# Daniel C. Roper
Pour les articles homonymes, voir Roper (homonymie).
Daniel Calhoun Roper, né le 1er avril 1867 dans le Bennettsville (Caroline du Sud) et mort le 11 avril 1943 à Washington (district de Columbia), est un homme politique américain. Membre du Parti démocrate, il est secrétaire au Commerce entre 1933 et 1938 dans l'administration du président Franklin Delano Roosevelt puis ambassadeur des États-Unis en Belgique en 1939.

## Source
- (en) Cet article est partiellement ou en totalité issu de l’article de Wikipédia en anglais intitulé « Daniel C. Roper » (voir la liste des auteurs).